# 造神宮使庁
造神宮使庁（ぞうじんぐうじちょう）は、戦前期の内務省の内部部局の一つ。

## 概要
内務大臣の監督の下に、伊勢神宮の造営および神宝や装束の調進などをつかさどった官庁。
明治22年の式年遷宮の実施に向けて、1882年に、神宮祭主の久邇宮朝彦親王が造神宮使に、内務大書記官の桜井能監が造神宮奉行に仰せつけられた。その後、内務省社寺局長を造神宮奉行とした。社寺局の事務とは分離した。そのうえで1887年に造神宮使庁官制（明治20年12月27日勅令第68号）を制定し、造神宮使庁が設置された。造神宮使と副使のほか、主事、技師、属、技手の職員を置き、造神宮使には神宮祭主を充て、造神宮副使は造神宮奉行から改められ、引き続き社寺局長を充てることを規定した。
1946年、行政整理実施ノ為ニスル内務省官制中改正等ノ件（昭和21年1月31日勅令第59号）により、廃止。